# (480000) 2014 KR65
(480000) KR65  es un asteroide perteneciente al cinturón de asteroides, descubierto por el Catalina Sky Survey en el observatorio del mismo nombre en Arizona, Estados Unidos.

## Designación y nombre
Designado provisionalmente como 2014 KR65.

## Características orbitales
2014 KR65 está localizado a una distancia media al Sol de 3,071 ua, pudiendo alejarse un máximo de 3,182 ua y acercarse un máximo de 2,960 ua. Tiene una excentricidad de 0,036.

## Características físicas
Este asteroide tiene una magnitud absoluta de 15,9.